# Aline Peyrat
Pour les articles homonymes, voir Peyrat.
Aline Peyrat est une rameuse d'aviron française née en 1959.

## Carrière
Elle remporte avec Christine Liégeois la médaille d'argent en deux de couple poids légers aux Championnats du monde d'aviron 1988 à Milan.

## Palmarès

### Championnats du monde
- 1988 à Milan,  Italie
  -  Médaille d'argent en deux de couple poids légers[1]